# Dantona punctifinis
Dantona punctifinis là một loài bướm đêm trong họ Noctuidae.